# Treneglos
Treneglos är en by i civil parish Warbstow, i distriktet Cornwall, i Storbritannien. Den ligger i grevskapet Cornwall och riksdelen England, i den södra delen av landet, 300 km väster om huvudstaden London. Treneglos var en civil parish fram till 2025 när blev den en del av Warbstow. Denna civil parish hade 224 invånare år 2021.